# 異色作家短篇集
『異色作家短篇集』（いしょくさっかたんぺんしゅう）は、早川書房による海外の短篇小説の叢書。ミステリ、SF、ホラー、ファンタジー、ユーモアなどさまざまなジャンルの作家の作品が集められている。1960年から1965年かけて3期にわたり全18冊を刊行した。その後、1974年から1976年にかけて一部のラインナップを削った「改訂版」全12冊が刊行。さらに2005年から2007年にかけてアンソロジーの内容を一新して3冊に増やした「新版」全20巻を刊行した。本のサイズはB6判で、2014年より一部が文庫化されている。

## ラインナップ

### 旧版
1. ロアルド・ダール　『キス・キス』　開高健訳、1960年。
2. スタンリイ・エリン　『特別料理』　田中融二訳、1961年。
3. ジャック・フィニイ　『レベル3』　福島正実訳、1961年。
4. チャールズ・ボーモント　『夜の旅　その他の旅』　小笠原豊樹訳、1961年。
5. レイ・ブラッドベリ　『メランコリイの妙薬』　吉田誠一訳、1961年。
6. ジョン・コリア　『炎のなかの絵』　村上啓夫訳、1961年。
7. フレドリック・ブラウン　『さあ、気ちがいになりなさい』　星新一訳、1962年。
8. ロバート・ブロック　『血は冷たく流れる』　小笠原豊樹訳、1962年。
9. ジェイムズ・サーバー　『虹をつかむ男』　鳴海四郎訳、1962年。
10. リチャード・マシスン　『13のショック』　吉田誠一訳、1962年。
11. ロバート・シェクリイ　『無限がいっぱい』　宇野利泰訳、1963年。
12. マルセル・エイメ　『壁抜け男』　中村真一郎訳、1963年。
13. シオドア・スタージョン　『一角獣・多角獣』　小笠原豊樹訳、1964年。
14. ダフネ・デュ・モーリア　『破局』　吉田誠一訳、1964年。
15. レイ・ラッセル　『嘲笑う男』　永井淳訳、1964年。
16. ジョルジュ・ランジュラン　『蠅』　稲葉明雄訳、1965年。
17. シャーリイ・ジャクスン　『くじ』　深町眞理子訳、1964年。

### 改訂版
1. ロアルド・ダール　『キス・キス』　開高健訳、1974年。
2. スタンリイ・エリン　『特別料理』　田中融二訳、1974年。
3. ジャック・フィニイ　『レベル3』　福島正実訳、1974年。
4. チャールズ・ボーモント　『夜の旅　その他の旅』　小笠原豊樹訳、1974年。
5. レイ・ブラッドベリ　『メランコリイの妙薬』　吉田誠一訳、1974年。
6. ジョン・コリア　『炎のなかの絵』　村上啓夫訳、1974年。
7. ロバート・ブロック　『血は冷たく流れる』　小笠原豊樹訳、1976年。
8. ジェイムズ・サーバー　『虹をつかむ男』　鳴海四郎訳、1976年。
9. リチャード・マシスン　『13のショック』　吉田誠一訳、1976年。
10. ロバート・シェクリイ　『無限がいっぱい』　宇野利泰訳、1976年。
11. マルセル・エイメ　『壁抜け男』　中村真一郎訳、1976年。
12. シャーリイ・ジャクスン　『くじ』　深町眞理子訳、1976年。

### 新装版
1. ロアルド・ダール　『キス・キス』　開高健訳、2005年。
2. フレドリック・ブラウン　『さあ、気ちがいになりなさい』　星新一訳、2005年。
3. シオドア・スタージョン　『一角獣・多角獣』　小笠原豊樹訳、2005年。
4. リチャード・マシスン　『13のショック』　吉田誠一訳、2005年。
5. ジョルジュ・ランジュラン　『蠅』　稲葉明雄訳、2006年。
6. シャーリイ・ジャクスン　『くじ』　深町眞理子訳、2006年。
7. ジョン・コリア　『炎のなかの絵』　村上啓夫訳、2006年。
8. ロバート・ブロック　『血は冷たく流れる』　小笠原豊樹訳、2006年。
9. ロバート・シェクリイ　『無限がいっぱい』　宇野利泰訳、2006年。
10. ダフネ・デュ・モーリア　『破局』　吉田誠一訳、2006年。
11. スタンリイ・エリン　『特別料理』　田中融二訳、2006年。
12. チャールズ・ボーモント　『夜の旅　その他の旅』　小笠原豊樹訳、2006年。
13. ジャック・フィニイ　『レベル3』　福島正実訳、2006年。
14. ジェイムズ・サーバー　『虹をつかむ男』　鳴海四郎訳、2006年。
15. レイ・ブラッドベリ　『メランコリイの妙薬』　吉田誠一訳、2006年。
16. レイ・ラッセル　『嘲笑う男』　永井淳訳、2006年。
17. マルセル・エイメ　『壁抜け男』　中村真一郎訳、2007年。

### アンソロジー（旧版）
- ロアルド・ダール他　『壜づめの女房』　高橋泰邦他訳、1965年。 - 旧版のアンソロジー。
  - 「夜」　レイ・ブラッドベリ
  - 「非常識なラジオ」　ジョン・チーヴァー　
  - 「めったにいない女」　ウィリアム・サンソム
  - 「呪われた者」　デイヴィッド・アリグザンダー
  - 「駒鳥」　ゴア・ヴィダル
  - 「壜づめの女房」　マイクル・フェッシャー
  - 「破滅の日」　ロバート・トラウト
  - 「剽窃」　ビル・ヴィナブル
  - 「崩れる」　L・A・G・ストロング
  - 「プレイバック」　J・T・マッキントッシュ
  - 「二階の老婆」　ディラン・トーマス
  - 「変身」　マルセル・エイメ
  - 「わが友マートン」　ジュリアス・ファースト
  - 「災いを交換する店」　ロード・ダンセイニ
  - 「私の幽霊」　アンソニイ・バウチャー
  - 「マダム・ロゼット」　ロアルド・ダール

### アンソロジー（新装版）
- 若島正編　『狼の一族　アンソロジー／アメリカ篇』　2007年。
  - 「ジェフを探して」　フリッツ・ライバー
  - 「貯金箱の殺人」　ジャック・リッチー
  - 「鶏占い師」　チャールズ・ウィルフォード
  - 「どんぞこ列車」　ハーラン・エリスン
  - 「ベビーシッター」　ロバート・クーヴァー
  - 「象が列車に体当たり」　ウィリアム・コツウィンクル
  - 「スカット・ファーカスと魔性のマライア」　ジーン・シェパード
  - 「浜辺にて」　R・A・ラファティ
  - 「他の惑星にも死は存在するのか？」　ジョン・スラデック
  - 「狼の一族」　トーマス・M・ディッシュ
  - 「眠れる美女ポリー・チャームズ」　アヴラム・デイヴィッドスン

- 若島正編　『棄ててきた女　アンソロジー／イギリス篇』　2007年。
  - 「時間の縫い目」　ジョン・ウィンダム
  - 「水よりも濃し」　ジェラルド・カーシュ
  - 「煙をあげる脚」　ジョン・メトカーフ
  - 「ペトロネラ・パン−幻想物語」　ジョン・キア・クロス
  - 「白猫」　ヒュー・ウォルポール
  - 「顔」　L・P・ハートリー
  - 「何と冷たい小さな君の手よ」　ロバート・エイクマン
  - 「虎」　A・E・コッパード
  - 「壁」　ウィリアム・サンソム
  - 「棄ててきた女」　ミュリエル・スパーク
  - 「テーブル」　ウィリアム・トレヴァー
  - 「詩神」　アントニイ・バージェス
  - 「パラダイス・ビーチ」　リチャード・カウパー

- 若島正編　『エソルド座の怪人　アンソロジー／世界篇』　2007年。
  - 「容疑者不明」　ナギーブ・マフフーズ
  - 「奇妙な考古学」　ヨゼフ・シュクヴォレツキー
  - 「トリニティ・カレッジに逃げた猫」　ロバートソン・デイヴィス
  - 「オレンジ・ブランデーをつくる男たち」　オラシオ・キローガ
  - 「トロイの馬」　レイモン・クノー
  - 「死んだバイオリン弾き」　アイザック・バシェヴィス・シンガー
  - 「ジョヴァンニとその妻」　トンマーゾ・ランドルフィ
  - 「セクシードール」　リー・アン
  - 「金歯」　ジャン・レイ
  - 「誕生祝い」　エリック・マコーマック
  - 「エソルド座の怪人」　ギリェルモ・カブレラ＝インファンテ

## 文庫化
- 『キス・キス』ロアルド・ダール ハヤカワ・ミステリ文庫 2014/5/9
- 『特別料理』　スタンリイ・エリン　ハヤカワ・ミステリ文庫 2015/5/8
- 『さあ、気ちがいになりなさい』フレドリック・ブラウン ハヤカワ文庫SF 2016/10/21
- 『くじ』シャーリイ・ジャクスン　ハヤカワ・ミステリ文庫 2016/10/21